# Qiqirn
Na mitologia Inuit, Qiqirn é um espírito de cachorro grande e calvo. É uma besta amedrontadora, mas também tola.Tem cabelo em seus pés, orelha, boca e a gorjeta de seu rabo.